# Trinitarierorden

Fahnenkreuz des Trinitarierordens

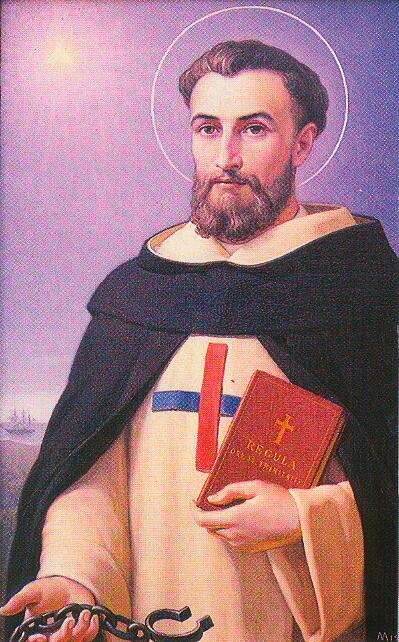
Der hl. Johannes von Matha, Ordensgründer

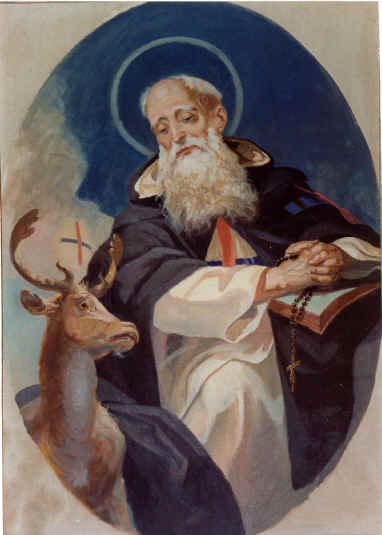
Der hl. Felix von Valois, Mitbegründer

Der Trinitarierorden (vollständig lat. Ordo Sanctissimae Trinitatis redemptionis captivorum, Orden der allerheiligsten Dreifaltigkeit und des Loskaufs der Gefangenen, Ordenskürzel OSsT) ist ein Orden in der römisch-katholischen Kirche. Er entstand an der Wende zum 13. Jahrhundert und war ursprünglich ein monastischer Orden, der sich dem geistlichen Kampf gegen den Islam widmen sollte. Zu ihm gehören die 1236 gegründeten Trinitarierinnen, ein Nonnenorden. Es ging auch ein dritter Orden aus der Bruderschaft der Heiligen Dreifaltigkeit hervor. Zum weiblichen Zweig gehören noch weitere, aus dem dritten Orden hervorgegangene regulierte Gemeinschaften von Ordensschwestern (Ordenskürzel: HHTT).

## Allgemeines
Die Namensgebung im 13. Jahrhundert erklärt sich aus der theologischen Auseinandersetzung mit der islamischen Ablehnung eines dreifaltigen Gottesbildes, mit der fränkische Ritter und Pariser Theologen im Verlauf der Kreuzzüge in Berührung gekommen waren und gegen die sich der Orden wenden sollte. Für die Ordensgründer galt es, den Glauben an die Dreifaltigkeit zu verteidigen und fördern. Die Trinitarier tragen einen weißen Habit mit rot-blauem Kreuz und einen schwarzen Mantel.

## Geschichte
Die Ordensgemeinschaft wurde 1198 von Johannes von Matha (1154–1213) und Felix von Valois (1127–1212) in Cerfroid bei Paris gegründet. Papst Innozenz III. (1198–1216) approbierte 1198 die vom Pariser Bischof Eudes de Sully (Odo von Sully) und dem Abt Absalon von St. Viktor in Paris erarbeitete Ordensregel. Die Gründungsidee lag im Freikauf und Austausch christlicher Gefangener und Sklaven, die sich in den Händen der Sarazenen befanden. Die Ordensgemeinschaft wirkte auch in der Seelsorge und der Krankenpflege und breitete sich über Frankreich nach Italien und Spanien aus. 1236 schlossen sich Nonnen dem Orden an. 1609 wurden die Trinitarier in einen Bettelorden umgewandelt. Sie zählen seitdem zu den augustinischen Orden, deren Regel sie übernahmen. 1634 approbierte Papst Urban VIII. die Regel der spanischen Trinitarierschwestern (Hermanas Trinitarias), die auch von später gegründeten Schwesterngemeinschaften der trinitarischen Familie angenommen wurde.
Nach Österreich kamen die Trinitarier im Jahre 1688; die Ordensniederlassungen dort wurden aber 1783 aufgegeben. Erst 1900 gelangte der Orden wieder nach Österreich. Heute hat er zwei Niederlassungen in Wien und Mödling.:288
Die Ordensmitglieder sind auch in Übersee tätig.:164

## Struktur
Im Trinitarierorden wird der Ordensobere als Generalminister (zurzeit wird dieses Amt von Pater Jose Narlay wahrgenommen) bezeichnet, ihm zur Seite stehen der Ordensvikar und Präsident des Sekretariats, der Finanzverwalter, der Leiter der Ordenskanzlei, der Leiter des apostolischen Sekretariats, der Generalpostulator und der Generalsekretär. Heute leben etwa 600 Trinitarier in 17 Ländern der Welt und bemühen sich im Sinne der Gründer, vergessenen und verratenen Mitchristen in gesellschaftlichen Randgruppen ein Begleiter zu sein.
Der Orden unterteilt sich in sieben Ordensprovinzen, drei Ordensvikariate und zwei Ordensdelegationen und ist in folgenden Ländern vertreten: Italien, Spanien, Frankreich, Polen, Österreich, Vereinigte Staaten, Kanada, Mexiko, Guatemala, Puerto Rico, Kolumbien Brasilien, Peru, Bolivien, Chile, Argentinien, Indien, Südkorea, Madagaskar, Gabun und Kongo. Das Generalat hat seinen Sitz in Rom und betreut seelsorgerisch die Gemeinde von St. Thomas in Formis. Die Generalkurie des Ordens verlegt das Monatsblatt „Communion“.

## Trinitarierfamilie
Der Zusammenschluss der einzelnen Ordensteile ist die Familie der Trinitarier, zu ihr gehören die Ordensmänner, die Ordensfrauen der Tritiniarier und der dritte Orden. Der weibliche Zweig setzt sich aus einem kontemplativen Orden in Spanien und je einem Schwesternorden in Frankreich, Italien und Spanien zusammen.

## Heilige des Trinitarierordens
- Johannes von Matha (1154–1213), Gründer
- Felix von Valois (1127–1212), Mitbegründer
- Arthur O’Neilly († 1282), als Glaubensbote in Ägypten wurde er lebendig verbrannt
- Ludwig der Heilige (1214–1270), König von Frankreich
- Juan de Ribera (1533–1611), Bischof von Badajoz und später Valencia
- Simón de Rojas (1552–1624), Gründer des weiblichen Ordenszweiges
- Juan Bautista de la Concepción (1561–1613)[6] Ordensreformator
- Michael of the Saints (1591–1625), Ordenspriester und Schutzpatron des Trinitarierordens
- Vinzenz Pallotti (1795–1850), Priester, Mitglied des Dritten Ordens der Trinitarier und Gründer der Vereinigung des Katholischen Apostolates